# Markus Bähr
Markus Bähr (* 10. September 1974 in Dossenheim) ist ein ehemaliger deutscher Fußballspieler.

## Karriere

### Vereine
Markus Bähr begann das Fußballspielen beim FC Dossenheim, einem in gleichnamiger Gemeinde im Rhein-Neckar-Kreis ansässigen Fußballverein und wechselte 1992 in die Jugendabteilung des Karlsruher SC. 1993 rückte er in die Profimannschaft auf, kam in seiner Bundesliga-Premierensaison jedoch nicht zum Einsatz. Sein Bundesligadebüt gab er in der Folgesaison am 22. Oktober 1994 (10. Spieltag) bei der 0:4-Niederlage im Auswärtsspiel gegen den VfB Stuttgart mit Einwechslung in der 49. Minute für Gunther Metz. Sein einziges Bundesligator erzielte er am 25. November 1995 (15. Spieltag) beim 4:0-Sieg im Heimspiel gegen Borussia Mönchengladbach mit dem Treffer zum 1:0 in der 3. Minute.
Da er sich in fünf Spielzeiten beim Karlsruher SC nicht als Stammspieler durchzusetzen vermochte, wechselte er 1998 zum Zweitligisten 1. FC Köln. In zwei Spielzeiten, in denen er 26 Ligaspiele bestritt und ein Tor erzielte, kam er über den Status des Ersatzspielers nicht hinaus.
Zur Saison 2000/01 wechselte er zum SV Sandhausen in die Oberliga Baden-Württemberg, kam jedoch nur am 5. November 2000 (14. Spieltag) bei der 2:3-Niederlage im Heimspiel gegen die SpVgg Au/Iller zum Einsatz, in dem er ein Tor erzielte. Während der laufenden Saison wechselte er zum SC Pfullendorf in die Regionalliga Süd und kam dort vom 3. März 2001 (22. Spieltag) bis zum 20. April 2001 (30. Spieltag) in sechs Ligaspielen zum Einsatz.
Eine Saison lang spielte er für den badischen Verbandsligisten ASV Durlach, ehe er von 2002 bis 2005 für seinen ehemaligen Verein in Dossenheim aktiv war. Seine Karriere ließ er anschließend bei Eintracht Wald-Michelbach – nach deren Abstieg 2006 aus der Landesliga Hessen Süd – in der Bezirksoberliga Darmstadt am 30. Juni 2011 ausklingen.

### Nationalmannschaft
Mit der deutschen U-16-Nationalmannschaft nahm er an der vom 8. bis 18. Mai 1991 in der Schweiz ausgetragenen Europameisterschaft teil. Er erreichte mit der Mannschaft das Finale, das mit 0:2 gegen die Auswahl Spaniens verloren wurde.

## Erfolge
- 2. Platz bei der U-16-Europameisterschaft: 1991
- Oberligameister: 1996 (mit dem Karlsruher SC II)